# モーセ
モーセあるいはモーゼ、ラテン語、英語読みのモーゼスとも（ヘブライ語: מֹשֶׁה モーシェ、ギリシア語: Μωυσής、ラテン語: Moyses、Moses、アラビア語: موسىٰ）は、旧約聖書の『出エジプト記』などに現れる、紀元前16世紀または紀元前13世紀ころに活躍したと推測されている、古代イスラエルの民族指導者であり、יהוה（ヤハウェ）を神とする。正教会ではモイセイと呼ばれ聖人とされる。
モーセはユダヤ教・キリスト教・イスラム教およびバハーイー教など多くの宗教において、最重要な預言者の一人とされる。伝統的には旧約聖書のモーセ五書（トーラー）の著者であるとされてきた。
『出エジプト記』によれば、モーセはエジプトにいるヘブライ人家族の子として生まれたが、ファラオがヘブライ人の新生児を殺害することを命じたので、それから逃れるためにナイル川に流され、ファラオの娘に拾われて大切に育てられたという。長じてエジプト人を殺害し、砂漠に隠れていたが、神の命令によって奴隷状態のヘブライ人をエジプトから連れ出す使命を受けた、とされ、エジプトから民を率いて脱出したモーセは民とともに40年にわたって荒野をさまよい「約束の地」にたどり着いたが、（モーセは神の指示を忠実に守らなかった過去があり、約束の土地を目前にして、ヘブライの民はそこに入ることができてもモーセはそこに入ることが神から許されず）約束の地の手前で世を去ったという。

## 旧約聖書における記述

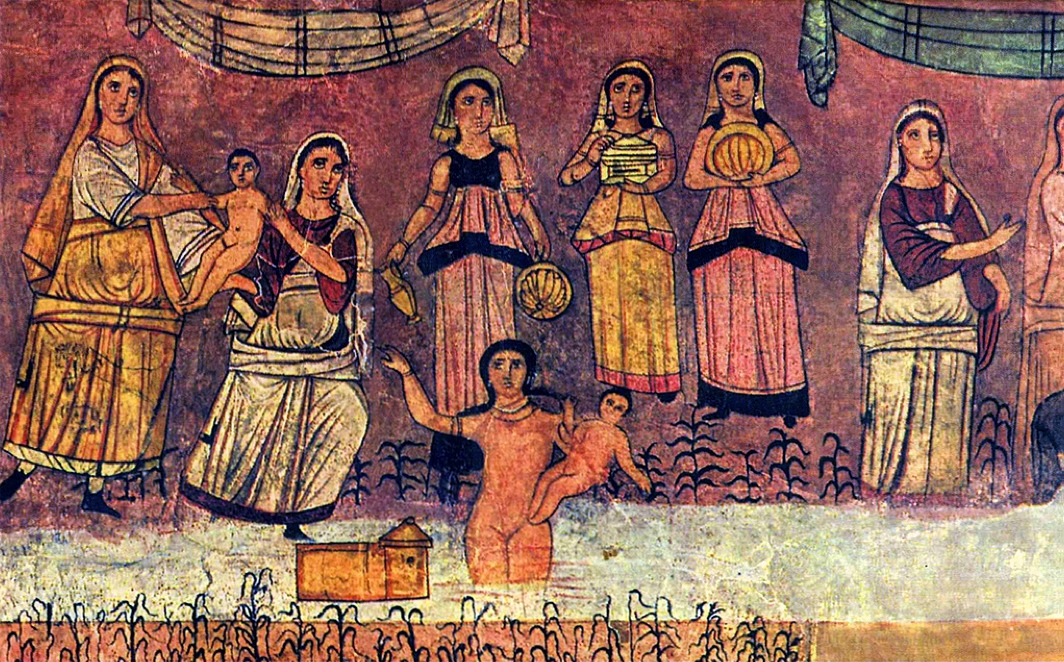
ドゥラ・エウロポスのシナゴーグから出土した3世紀頃の壁画。モーセがナイル川から拾われる場面を描いている。

『旧約聖書』の『出エジプト記』によれば、モーセはイスラエル人（ここではヘブライ人と同じ意味）のレビ族の父アムラムと、アムラムにとって叔母にあたる母ヨケベドとの間に生まれ、兄アロンと姉ミリアムがいた。モーセが生まれた当時、ヘブライ人が増えすぎることを懸念したファラオはヘブライ人の男児を殺すよう命令した。出生後しばらく隠して育てられたが、やがて隠し切れなくなり、パピルスのかごに乗せてナイル川に流された。たまたま水浴びしていたファラオの王女が彼を拾い、水からひきあげたのでマーシャー（ヘブライ語で「引き上げる」の意味）にちなんで「モーセ」と名づけた。モーセの姉の機転で、実の母親が乳母として王女に雇われることになった。
成長したモーセは、あるとき同胞であるヘブライ人がエジプト人に虐待されているのを見て、ヘブライ人を助けようとして、誰もいないのを確認し、エジプト人を殺害してしまう(出エジプト記2章12節)。これが発覚し、ファラオに命を狙われたモーセは逃れてミディアンの地（アラビア半島）に住んだ。ミディアンではツィポラという羊飼いの女性と結婚し、羊飼いとして暮らしていた。
80歳となったある日、「燃える柴」のなかから神に語り掛けられ、イスラエル人を約束の地（聖書中では「乳と蜜の流れる地」と言われている現在のパレスチナ周辺）へと導く使命を受ける。神は、みずからを「わたしはある者」と名乗り、イスラエルの民は代々יהוה（ヤハウェ）という名前で呼ぶようにと言った。
モーセはイスラエル人から『יהוה（ヤハウェ）はあなたに現れなかった』と言われた場合（つまり、預言者であることに疑義をとなえられた場合）に備え、3つのしるしを与えられた、とされる。「杖が蛇になる」「手が癩病（レプラ）で雪のように白くなる」「ナイル川の水が血に変わる」である。

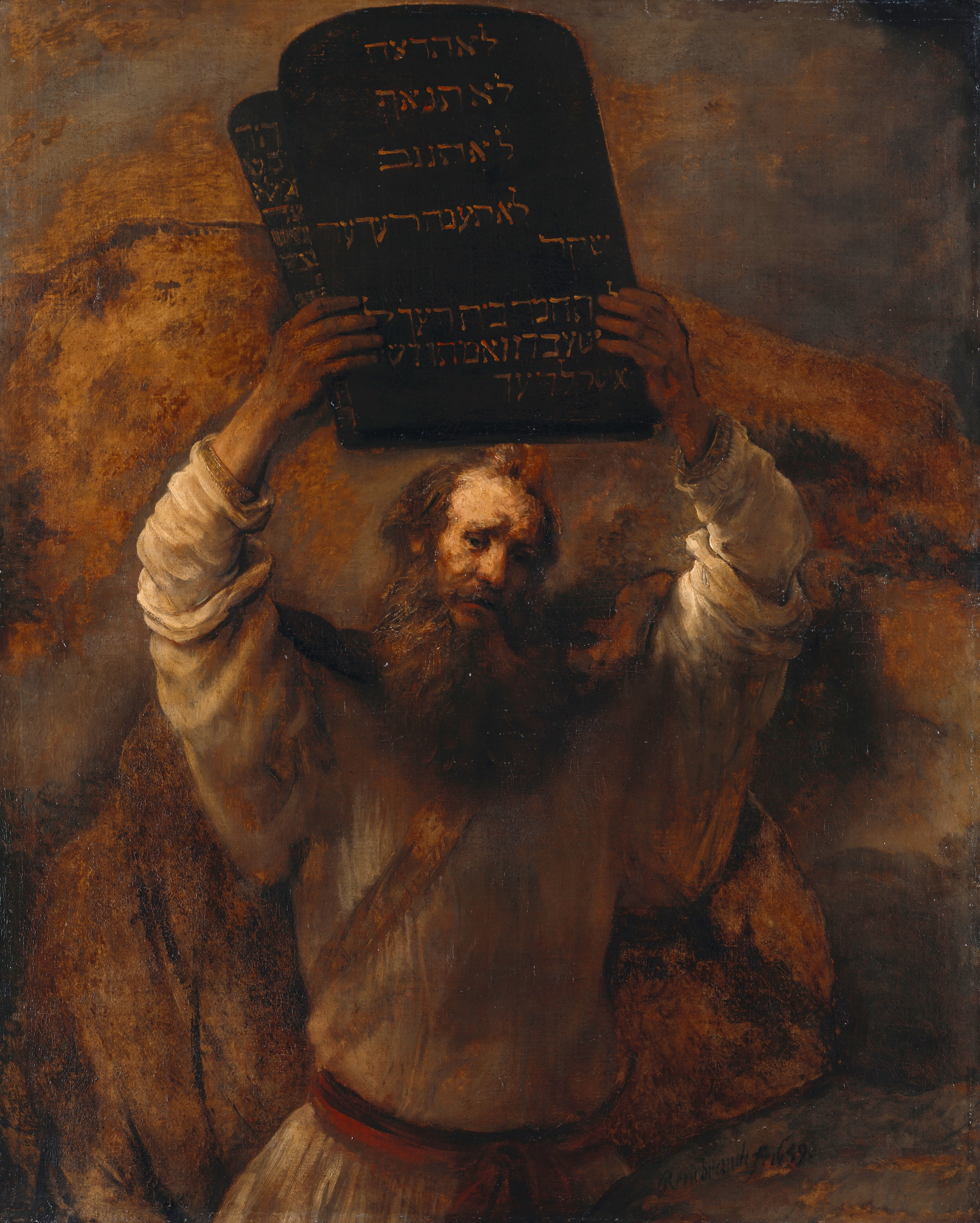
『十戒の石板を破壊するモーセ』（レンブラントの絵画）。

エジプトに戻ったモーセは兄アロンとともにファラオに会いヘブライ人退去の許しを求め、前述のしるしの1つ「杖が蛇になる」を使って自分の杖を蛇にして見せたが、ファラオの配下の魔術師たちもその程度はできたのでファラオは驚かず、アロンの杖の蛇が他の蛇を食ってしまったことで一応勝ったものの、ファラオは拒絶し、許可を出さなかった。
そのためモーセは次のしるし「ナイル川の水が血に変わる」を使い、これを始めに十の災いがエジプトにくだり、最後にはファラオの息子を含めてすべてのエジプトの初子が無差別に殺害された。ファラオはここにいたってヘブライ人たちがエジプトから出ることを認めた。エジプト出発の夜、人々は神の指示通り、子羊の肉と酵母を入れないパン（「タネなしパン」（マッツァー））を食べた。神はこの出来事を記念として行うよう命じた（これが今もユダヤ教徒が祝う「過越祭」の起源であり、聖書ではイエスの十字架上の死の予兆とされる）。ヘブライ人がエジプトを出ると、ファラオは心変わりして戦車と騎兵からなる軍勢を差し向けた。葦の海に追い詰められ、絶体絶命の状況に陥った。これに対し、奴隷的な状態のままであってもエジプトにいた方がよかったと不平をもらす者もいたが、モーセが手にもっていた杖を振り上げると、葦の海で水が割れたため、イスラエル人たちは渡ることができた、とされ、しかし後を追って葦の海を渡ろうとしたファラオの軍勢は海に沈んだ、とされる。
その後、モーセは民と共に苦しい荒れ野の旅を続ける。人々は水や食べ物のことでしばしばモーセに不平をいい、モーセはそのたびに水や食べ物を与えて神の力を示した。このとき、神から与えられたとされる、荒野で夜毎に現れる、まるで蜜入りのウェファースのような味の白い（謎の）食料を食べて民たちはしのぎ、人々はその（謎の）食料を「マナ」と呼んだ、とされる。やがて人々がシナイ山に近づくと、יהוה（ヤハウェ）が山上に現れ、モーセは山に登って十戒を受けた、とされる。さらに神はヘブライ人と契約を交わした、とも。『出エジプト記』のモーセに関する記述はこれで終わり、後半部（20章～40章）は守るべき掟と儀式に関する詳細な規定の記述に費やされている。
続く『レビ記』『民数記』『申命記』ではさらに詳細な律法の内容が語られ、その合間にモーセの生涯とヘブライ人たちの歩みとについて記している。申命記27章等によれば、モーセは12支族に命じてイスラエルの民に既存の偶像を廃棄させ、ユダヤ教を広めて十分の一税を課した。
また、モーセは石版を入れた『契約の箱』を先頭にシナイ山を出発し、約束の国を目指してカナンを進んだ。その途上では不平を言う民がいたり、モーセとアロンへの反逆が行われたりしたため、その行為を行った民を罰する為に神が炎の蛇を送り、多くの死者が出たりもした。民はモーセに謝罪、懇願し、それをみた神がモーセに青銅の蛇を示して民を救った出来事などがあった。人々はカナンの人々と戦いを繰り返し、アモリ人らを撃ち、全軍を滅ぼした。さらにミディアン人たちを撃つなど戦いを続けた。
モーセ五書の最終巻にあたる『申命記』ではモーセの最期が描かれている。メリバの泉で岩を打って水を出し、その後にもう一度水不足が訪れたときに岩に命じるようにとの命令であったのにもう一度岩を打ったため、約束の国に入ることを許されず、ヨルダン川の手前でピスガの頂ネボに登り、約束された国を目にしながらこの世を去った。120歳であった。モーセはモアブの谷に葬られたが、その場所は誰も知らないとされている。
モーセの死後、その従者であったヌンの子ヨシュア《יהוה（ヤハウェ）は救いの意味》が後継者となり、יהוה（ヤハウェ）の民を導いた。

## イスラム教における扱い

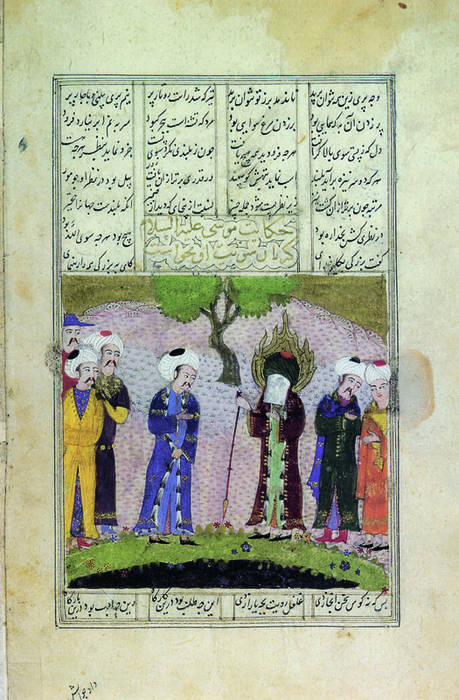
手に杖をもつムーサー（モーセ）（15世紀ペルシアの細密画）。

『クルアーン』（コーラン）ではアラビア語でムーサー (موسى Mūsā) と呼ばれる。イスラム教の聖典『クルアーン』では、モーセすなわちムーサーは過去の預言者のひとりにして、ユダヤ教徒の共同体に神（アッラーフ）から使わされた使徒として登場する。ムーサーは『クルアーン』においてムハンマドを除く諸預言者の中では最も偉大な預言者であるとみなされており、ムスリム（イスラム教徒）はムーサーを「神と語る者（カリームッラーフ）」と尊称する。
ムーサーの名は『クルアーン』中において非常に多くの個所で言及され、特に、第28章である「物語（アル・カサス）」は全編がムーサーの物語になっている。『クルアーン』によれば、ムーサーはエジプトで生まれ育ち、のちに「聖なる谷」で神の声を聞いて預言者となった。また、兄ハールーン（アロン）もムーサーを補佐するための預言者とされる。ムーサーとハールーンはエジプトのファラオに唯一なる神を信仰するよう求め、神の偉大さを伝えるために杖を蛇に変えるなどの奇蹟を示すが、ファラオに拒絶されたためにイスラエルの民を連れてエジプトを離れた。出エジプト物語は『聖書』と基本的に同じであり、シナイ山（アラビア語ではムーサー山と呼ばれる）で、ユダヤ教徒に対して与えられた啓典であるトーラー（律法）を神から授かったという。
クルアーンのムーサーの物語では、ユダヤ教徒たちがムーサーの言うことを聞かず、時に偶像をあがめたことについて非常に詳細に言及されており、このようなクルアーンの、正しい神に選ばれた使徒ムーサーに従わないユダヤ教徒に対する批判的な言及が、歴史的なムスリムによるユダヤ教徒に対する差別心、敵意の原因のひとつとなったと指摘されることも多い。
ムーサーはイスラム教においてノア（ヌーフ）、アブラハム（イブラーヒーム）イエス（イーサー）、ムハンマドと共に五大預言者のうちの一人とされる。また、ムーサーという名はムスリムに好まれる男性名のひとつとなっている。
クルアーンには上記のような、基本的には聖書と同一の記載だけでなく、ユダヤ・キリスト教には全く類似の話のない、クルアーンのみに書かれたムーサーの記述も存在する。クルアーンのみに記載のあるものとして、第18章である洞窟（アル・カハフ）には、ムーサーが従者を連れ賢者アル・ハディル（アル・ヒドゥル）に会いに行き、彼の行動を通して神の摂理を知る物語がある。

## トーラーの記者として
『創世記』からはじまって、『出エジプト記』『レビ記』『民数記』『申命記』までの『ヘブライ聖書』（キリスト教では『旧約聖書』）の最初の五書は、総称して「モーセ五書」と呼ばれてきた。新約聖書にイエス・キリストがモーセを聖書記者として言及している聖句があり、聖書信仰に立つ福音派の教会ではモーセをモーセ五書の記者として認めている。
これらは聖書自身の記述と古代からの伝承によってモーセの手によるものとされてきたが、ユリウス・ヴェルハウゼンらの文書仮説を支持するものはそれに反対する。福音派にはこれらの主張を「信仰の敵」と呼ぶものもいる。「モーセ五書」の別称は「トーラー」であり、日本語訳では「律法」とされることが多い。トーラーの原義は「指針」ないし「方針」である。

## 人物像
モーセの性格として不寛容と無慈悲の側面も指摘される。例えば『民数記』31章にはよればイスラエル人がミデヤン人を滅ぼし男を虐殺したとき、兵士たちがミデヤンの民に慈悲を示し、子どもと寡婦を生かして連れてきたことにモーセは怒り、男児と男を知った女を殺すことを命じ、処女の娘たちを兵士に報酬として分け与えている。2014年ISIL（イスラム国）が奴隷制度を復活し、占領地の女性を兵士たちに報酬として与えたとき、旧約聖書の記述が正当性の根拠として用いられている。

## 聖典関連以外
フラウィウス・ヨセフスの『ユダヤ古代誌』第II巻第X章では、出エジプト記の第2章10節と11節の間付近に入るエピソードとして「モーセはエジプト軍の指揮官としてエチオピア攻略で活躍し、彼の強さを認めたエチオピアの王女タルビスは和平交渉をして彼の妻となった。」というものが書かれている。
モーセの実在と出エジプトの物語の信憑性は、考古学的知見、歴史的知見、紅海の海底調査の結果、カナン文化における関連する起源神話などから考古学者およびエジプト学者、聖書批評学者の間では疑問視する人々が多い。その他の歴史学者は、モーセに帰せられる伝記の詳細さとエジプトの背景は、青銅器時代の終わりに向かうカナンにおけるヘブライ部族の統合に関わった歴史的、政治的、宗教的指導者が実在したことを暗示していると擁護している。
エジプト側に残るモーセに関する物語と関連するものとして、エジプトの神官マネトによる記録のヨセフスの引用がある。それによれば、アメンホテプ3世が地を清めるためにと皮膚病患者を隔離した際、オサルシフォス（Osarseph）というヘリオポリスの祭司が皮膚病患者の一団の監督者となった。皮膚病患者たちはかつてのヒクソスが首都を置いたアヴァリスに収容され、オサルシフォスはエジプトで禁じられているあらゆることを指示し、エジプトで許されているあらゆることを禁じた。さらにヒクソスを国に引き入れてエジプトを再征服し、13年間彼らと統治した。最終的にエジプトの地を追い出されるが、オサルシフォスはモーセの名を名乗る。
この物語は出エジプト記とは異なっているが、いくつかの共通点があり、例えば、エジプトに災いをもたらすモーセという名の宗教指導者が存在したこと、エジプト北方に勢力を持った西アジア系移民が存在したこと、その異分子はヘリオポリス（オン）の宗教指導者と近しい関係を築いていたこと、皮膚病を利用したこと、エジプト人と異なる法を敷いたこと、そしてエジプトの地から出たこと、などが挙げられる。
なお、この話自体はヨセフスの時代の頃それなりに広まっていたものであるが、ヨセフス自身を含む大半のユダヤ人からはこれと結びつけることはモーセを侮辱するものだと考えられており、前述のヨセフスの引用（『アピオーンへの反論』第2章229節）では引用しつつも書き手のマネト（原文は「マネトーン」）たちにレプラ患者と自分たちの先祖を一緒にするなと反論しており、別の著書の『ユダヤ古代誌』（第III巻11章3-4節）ではレビ記13章の記述から引用（一部改竄）しつつも「レプラ患者にこんなに厳しく扱うモーセが患者自身であるはずがなかろう」という趣旨の反論をその後にわざわざ書いている。

## 芸術作品

### 絵画・彫刻
キリスト教美術においてはモーセは通常老人の姿に描かれることが多い。
中世ヨーロッパ美術においては、ミケランジェロの彫刻やレンブラントの絵画にみられるごとく、モーセはしばしば角のある姿で描かれるが、この理由には二つの説がある。一つは、ヴルガタ訳の描写をもとにしたためだというものである（『出エジプト記』 34:29-30, 35）。元来、ヘブライ語には母音を表す文字が存在せず、ヘブライ語で「角」を意味する語は「輝く」という意味にも解釈可能であり、現在の『聖書』翻訳では一般に後者の意味で訳出されている。もう一つの説は、ヴルガータとは関係なく、モーセの顔が光り輝くのを角のような形で表現したというものである。フランスの美術史家エミール・マールは後者の説をとり、最初典礼劇でそのような表現がなされたものが絵画や彫刻にも影響を与えたと考えている。一方、日本の尾形希和子は前者の説をとりつつも、12世紀から13世紀のイングランドの教会法学者ティルベリのゲルウァシウスの著書中に「モーセの角の生えた顔とは、すなわち彼の顔から輝く光が出ていたから」とあるのを紹介している。他の中世人の著作を見ると、クレルヴォーのベルナール『雅歌講解』にも件の場面でモーセの顔が光り輝いたということを前提としている記述がある。

#### 異説
聖書学者の関根清三は著書において、そもそも出エジプト記の該当箇所は「角のある」と解釈するのが正しいのだと主張している。
なお、牛や山羊や羊や鹿などの角は「豊穣＝富と子孫繁栄の象徴」であり、（ギョベクリ・テペの遺跡などから推測されるに、おそらく紀元前1万年の）太古より、ユーラシア大陸の各地に、豊穣神たる「角を生やした（主に牛の）神、有角神」への信仰があり、儀式の際に角の被り物をするなど、カーランを「角のある」と解釈することは、むしろ正統な発想である。異形なる角は、善（神）であれ悪（悪魔）であれ、人を超えた神聖な存在、権威ある者、であることを示す表現方法なのである。

#### 異説 追記
問題の個所のヘブライ語原文は“קָרַ֛ן ע֥וֹר פָּנָ֖יו”(karan owr panav)のたった三語であり、“קָרַ֛ן”(karan:カラン:角が出た)、“עֹ֥ור”(owr:オール:皮)、“פָּנָ֖יו”(panav:パナヴ:彼の顔)である。直訳は「彼の顔、皮、角が出た」である。
　七十人訳ギリシア語聖書では“δεδόξασται ἡ ὄψις τοῦ χρώματος τοῦ προσώπου ”「自分の顔が栄光に輝いていた」と訳している。(直訳は「彼の顔の色の状態が栄誉となった」である)
　七十人訳ギリシア語聖書では上記の通りヘブライ語原文にはあるはずの“ע֥וֹר ”(owr:オール:皮)が見られず、「色の様子」となり、“קָרַ֛ן”(karan:カラン:角が出た)は「栄誉となった」、「誉(ほまれ)となった」と訳されている。(実はヘブライ語の「角が出る」を、ギリシャ語でも「輝く」とは訳していないのが分かる）
　ヘブライ語聖書(マソラ本文)と七十人訳ギリシア語聖書に共通に記載がある１単語“פָּנָ֖יו”(panav:パナヴ:彼の顔)“προσώπου αὐτοῦ”を除けば、残るはヘブライ語は２単語、“קָרַ֛ן ע֥וֹר”(karan owr：カラン オール：「皮、角が出た」)となり、これが“δεδόξασται ἡ ὄψις τοῦ χρώματος ”「栄光に輝いていた」と訳されていると整理できる。このギリシャ語訳の“δεδόξασται”(dedoxastai:デドクサスタイ)は、本来ヘブライ語の“כָּבֵד”(kabed:重くなる。重んじる。尊ぶ。栄誉となる)の訳語として使われる単語であり、「栄誉となる」までは良いが「物理的に光る」という意味では本来ギリシャ語としても使われない単語である。そもそも日本語の「栄光」も物理的に「輝く」という意味は本来ない。
　ところでヘブライ語原文から「彼の顔が輝いていた」や「彼の顔が栄光に輝いていた」と読むのは簡単であり“קָרַ֛ן ע֥וֹר פָּנָ֖יו”(karan owr panav:カラン オール パナヴ)「彼の顔、皮、角が出た」と普通に「音読」すると、文脈から同じ発音の“קָרַ֛ן א֥וֹר פָּנָ֖יו”(karan owr panav:カラン オール パナヴ)「彼の顔、光、角が出た」や「彼の顔、輝き、抜きん出ていた(突出している)」と聞こえる。つまり自然に「皮」という単語が「光」や「輝き」に聞こえるためである(וֹ : holam on vavの発音はオ)。
　これは“עוֹר”(owr:オール:皮)と“אוֹר”(owr:オール:光)の両者とも3人称男性単数名詞で、“קָרַ֛ן”(karan:カラン:角が出た)もパアル態完了形3人称男性単数形であり、動詞との性数が一致しているためである。文字を見なければどちらかは分からない。原文にある“עוֹר”(owr:オール:皮)はヘブライ語聖書の中では99回使用され、動物の「皮」という意味で使われる一般的な単語であるが、同音として聞こえる“אוֹר”(owr:オール:光)の方も創世記1:3の“יְהִ֣י א֑וֹר”(yehi owr:イェヒー オール：「光あれ」)でも使われる更に一般的な単語(165回）である。
　つまりヘブライ語で「彼の顔、皮、角が出た」と「彼の顔、光、角が出た」、「彼の顔、輝き、抜きん出ている(突出している)」という「音」は、どれも(karan owr panav:カラン オール パナヴ)で同じである。著者が修辞学的な技法として意図的に両方の意味を持たせた「掛詞(かけことば)」であった可能性も否定できないが、但し原文は「彼の顔、皮、角が出た」である。一方でシナゴーグなどの朗読で聴衆が音として聞こえてしまう方の主たる意味は、使用頻度からは統計学上「皮/肌:owr(99回)」ではなく「光/輝き:owr(165回)」となってしまい「光、角が出た」や「光、突出してた」であるため、かなり分かりやすい「掛詞(かけことば）」であった可能性は否めない。但し“קָרַ֛ן”(karan)自体は「角が出る」の意味のままであることが分かる。
　この七十人訳ギリシア語聖書のこの個所、“ע֥וֹר ”(owr:オール:皮膚)付の“קָרַן”(karan:カラン:角が出る)の翻訳例を根拠として現代の訳語「輝く」が成立しているが、当の七十人訳ギリシア語聖書でも「物理的に輝く」と訳しているかといえば上記の通り実はそうでもない(直訳は「彼の顔の色の状態が栄誉となった」である)。このような用例は、七十人訳ギリシア語聖書のこの個所からくる例外的で伝統的な訳として辞書に掲載されているものの、ヘブライ語聖書全体で94個所使用されている“קרן”(karan:カラン:角が出る)が「輝く」と訳される場合があるのは、ユダヤ教側としては“עוֹר”(owr:オール:皮)を伴うこの個所だけとされている。つまり“אוֹר”(owr：オール：光)と同音の“עוֹר”(owr:オール:皮)を伴った熟語の場合のみに限定される。
　つまりこのことから“קָרַ֛ן ע֥וֹר פָּנָ֖יו”(karan owr panav)「彼の顔、皮(owr)、角が出る」を「彼の顔の肌(皮：owr)が栄光に輝いていた(karan owr)」や、「彼の顔の肌(皮:owr) が輝いた(karan owr)」としてしまい、「肌(皮):owr」と「輝き:owr」の両方を用いてこの個所を再帰的に訳してしまうと、「owr」が冗長に訳されてしまう可能性があり、この訳は本来は適切な翻訳ではない可能性がある。証拠に上記は七十人訳ギリシア語聖書の用例を根拠に翻訳したはずが、七十人訳ギリシア語聖書の訳と異なる結果となっている。七十人訳ギリシア語聖書の用例を根拠にして“קָרַ֛ן”(karan:カラン:角が出た)を「輝く」や「栄光に輝く」と訳すのであれば、正確にはこの個所は「皮:owr」を消し、単に「彼の顔が栄光に輝いていた」とするか、「皮:owr」の訳を入れるのであれば「輝く」ではなくて「角が出た」(ウルガータ訳“cornuta esset”3単接未完過)とするかであり、“קָרַ֛ן”(karan:カラン:角が出た)の訳語の成立過程からして、ヘブライ語からの翻訳は正確には本来はそのどちらかになる。
　ではどちらに訳したら正しいのかということになるが、もし著者がこの個所を「掛詞(かけことば）」を意図していたとする場合は、使用された言語以外の言語で「掛詞(かけことば」を正確に訳すのは困難であり、翻訳者はどちらかの意味を選択して訳しても、誤訳の指摘を免れない可能性があるということになる。この場合、どちらが正しいか、間違っているかの議論はあまり意味がない。この部分の原文ヘブライ語の面白さを、説明的に訳したところで、今度はそれは翻訳の域を出てしまうということになる。
　ところで七十人訳ギリシア語聖書の翻訳者が、「皮、角が出た」ではなく「栄光に輝いた」と翻訳した事の理由は明確である。皮に角が出る皮膚病は良く知られており(老人性角化症、日光性角化症、脂漏性角化症、角化型疥癬など)、肌の角質が増殖する症状である。七十人訳ギリシア語聖書は本来プトレマイオス2世の命により、エジプトの反ユダヤ的な歴史家マネトンへの反論の機会が与えられて翻訳されたものであり、モーセが皮膚病になったと言う個所を全て、あくまでもヘレニズム社会に向けて誤解が無い表記に変える目的があるため、出エジプト記4:6の翻訳例に準拠して翻訳しているだけである。出エジプト記4:6では顔ではなくモーセの「手」が「重い皮膚病になって雪の様に白くなっていた」が原文だが、七十人訳ギリシア語聖書ではモーセの「手」が「雪のようになった」となり、同様な手法で皮膚に関する訳が消され「輝く物」として訳されている。
　角化症の中でも日光性角化症は紫外線の影響の蓄積により高齢者の顔に出やすく、「彼の顔、皮、角が出た」の直後には「モーセが主と語るために主の前に行くとき、彼はその覆いを外に出てくるまで外していた」との追記があり、この皮膚の状態になった原因が、山頂において、日光(owr)や神に対して顔を露出していた事が原因であり、他が原因でこの皮膚の状態になったのではなく「栄誉」の証拠である可能性についての説明が添えられているのは興味深い。
　このことからユダヤ教側でも歴史的にヘブライ文化圏以外の人に対して、ヘブライ語以外の言語に聖書を翻訳する際は、モーセに対する誤解が無いように慎重に「輝く」という訳を当てる習慣(ダブルスタンダード)になっている。。整理するとヘブライ語原文では普通に「彼の顔、皮、角が出た」でなんら問題が無く、マソラ本文にもケレーやケティーブの記載は見られないが、他言語に訳す際は「自分の顔が栄光に輝いていた」や単に「自分の顔が輝いていた」と読み替えを行うのが翻訳上のマナーとなっている。
　当然ながらユダヤ教内に向けては、ミドラッシュ(Midrash Tanchuma)にこの個所の註釈として「角」と関連付けた記載が残されている。『また彼はその四隅の上に「角」を作った。それは四本の「角」を通して主を讃美した国に許しを得るため。(出エジプト記:38:2)。その「角」はシナイから来た。そして彼は「角」を高く上げた。彼の民のため(詩編148:14)。トーラーの「角」。「角」は在る、彼の傍に。また隠されている彼の力が(ハバクク3:4)。「祭司の角」についてはこう言われる。またあなたは私の「角」を高く上げた(詩編92:11)。また「王の角」についてはこう言われる。モーセは自分の顔の皮が「角」を出しているのを知らなかった。(出エジプト記34:29)。』

### 音楽
モーセと出エジプトをテーマにした音楽は、ヨーロッパにおいて数多く作られた。代表的なものとしては、ゲオルク・フリードリヒ・ヘンデルの作曲したオラトリオである『エジプトのイスラエル人』や、ジョアキーノ・ロッシーニのオペラである『モイーズとファラオン』（『モーゼとファラオ』、1827年）、アルノルト・シェーンベルクのオペラである『モーゼとアロン』（1930年）などが挙げられる。

### 映画
モーセと出エジプトをテーマにした映画も多い。代表的な作品に以下のものがある。
- セシル・B・デミル監督による『十誡』（1923年。モーセ役はセオドア・ロバーツ。）
- セシル・B・デミル監督による『十戒』（1956年。1923年作品のセルフリメイク、アカデミー賞特殊効果賞受賞作。モーセ役はチャールトン・ヘストン。)
- ブレンダ・チャップマン監督による『プリンス・オブ・エジプト』（1998年。アニメーション作品。モーセ役の声はヴァル・キルマー。）
- リドリー・スコット監督による『エクソダス:神と王』（2014年。モーセ役はクリスチャン・ベール。）

## 比喩・俗用
海が割れるエピソードは旧約聖書の中では日本でも比較的有名なエピソードである。このエピソードから転じて、人だかりなどで混雑している場所においてある人物が現れるとその人のために道を一斉に開けて空間ができる様子などを、海が割れている場面に見立てて比喩的にモーセを使うことがある。また、同じ理由で水に強い磁場をかけると分かれることを「モーゼ効果」という。